# Hispano-Suiza 30–40 HP (1908)
Der Hispano-Suiza 30–40 HP mit Sechszylindermotor ist ein Pkw-Modell, der ein Einzelstück blieb. La Hispano-Suiza stellte das Fahrzeug im spanischen Barcelona her.

## Beschreibung
Bereits im April 1907 wurde dieses Modell als Hispano-Suiza 30 HP geplant. Es sollte auf den folgenden Automobilausstellungen, dem Pariser Autosalon Ende 1907 und der British International Motor Show Anfang 1908 in London, präsentiert werden.
Das Fahrzeug entstand 1908. Es hatte einen Sechszylindermotor. 100 mm Bohrung und 130 mm Hub ergaben 6126 cm³ Hubraum. Der Motor hatte Wasserkühlung und leistete 43 PS. Er war vorn im Fahrgestell eingebaut und trieb über eine Kardanwelle und ein Vierganggetriebe die Hinterachse an. Eine andere Quelle gibt an, dass die 43 PS bei 1400 Umdrehungen in der Minute erreicht wurden.
Das Fahrgestell hatte 310 cm Radstand und 140 cm Spurweite. Es wog 880 kg.
Der bestens bewährte Hispano-Suiza 40 HP sowie sein Nachfolger Hispano-Suiza 40–50 HP mit einem Vierzylindermotor mit etwas größerem Hubraum stellten eine große interne Konkurrenz dar. Sie waren einfacher, billiger und zuverlässiger.

## Produktionszahlen
Eine Serienproduktion war geplant. Das Fahrzeug stand 1908 im Angebotskatalog. Dennoch entstand nur ein Fahrzeug. Es trug die Seriennummer 198. Ein Herr Mazarredo aus Bilbao kaufte es, war aber damit unzufrieden.
Etwas später gab es ein Serienmodell, das ebenfalls Hispano-Suiza 30–40 HP genannt wurde. Es hatte allerdings einen Vierzylindermotor mit einem kleineren Hubraum.

## Lizenzvergabe
Société d’Automobiles à Genève aus der Schweiz fertigte Fahrzeuge dieses Modells in Lizenz.